# Chlorochroa
Chlorochroa — род клопов из семейства щитников.

## Распространение
В Европе встречаются три вида. В Северной Америке встречаются 19 видов.

## Описание
Клопы в длину достигают 8—19 мм. Тело окаймлённое, овальное или слегка овальное (почти круглое), посередине спинки имеется рыжая или коричневая точка. Вершина наличника притуплённая, открытая. Верх большей частью в светлых точках. Вершина щитка, боковые края переднеспинки, основания надкрылий и брюшные ободка белые, не пунктированные. Низ зелёный.

## Экология
Нимфа и имаго питаются различной растительностью; в рацион входят: травянистая растительность, злаковые, а также некоторые фруктовые деревья.

## Систематика
Синоним рода Pitedia.
В состав рода входят:
- Chlorochroa juniperina (Linnaeus, 1758)
- Chlorochroa pinicola (Mulsant & Rey, 1852)
- Chlorochroa reuteriana (Kirkaldy, 1909)
- Chlorochroa congrua Uhler, 1876
- Chlorochroa granulosa (Uhler, 1872)
- Chlorochroa kanei Buxton & Thomas, 1983
- Chlorochroa ligata (Say, 1832)
- Chlorochroa lineata Thomas, 1983
- Chlorochroa norlandi Buxton & Thomas, 1983
- Chlorochroa opuntiae Esselbaugh, 1948
- Chlorochroa persimilis Horvath, 1908
- Chlorochroa rossiana Buxton & Thomas, 1983
- Chlorochroa sayi Stål, 1872
- Chlorochroa uhleri (Stål, 1872)
- Chlorochroa belfragii (Stål, 1872)
- Chlorochroa dismalia Thomas, 1983
- Chlorochroa faceta (Say, 1825)
- Chlorochroa osborni (Van Duzee, 1904)
- Chlorochroa rita (Van Duzee, 1934)
- Chlorochroa saucia (Say, 1832)
- Chlorochroa senilis (Say, 1832)
- Chlorochroa viridicata (Walker, 1867)